# Strauss-Villa (Garmisch-Partenkirchen)

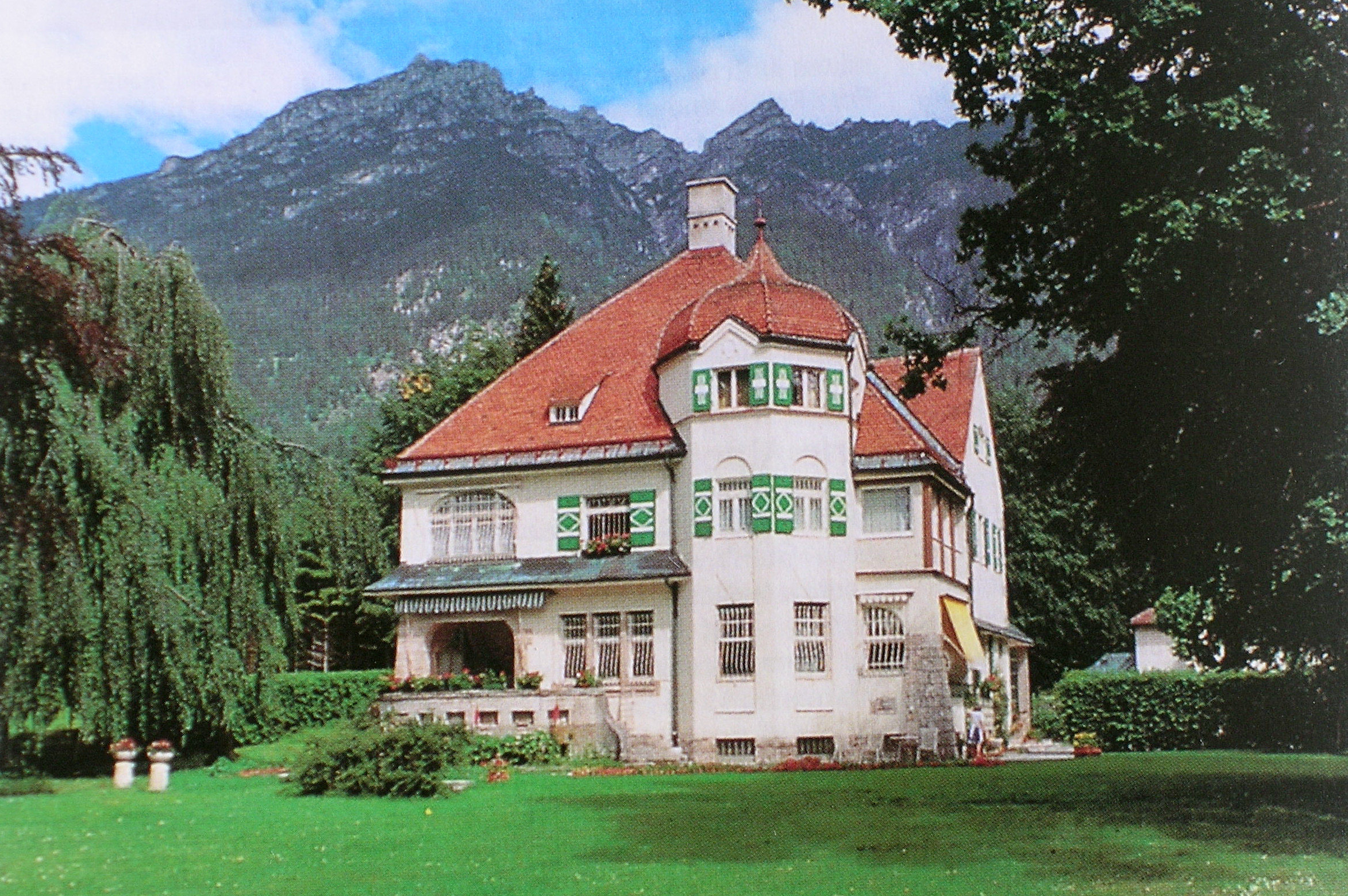
Die Strauss-Villa in Garmisch-Partenkirchen

Die Strauss-Villa ist das Wohnhaus des deutschen Komponisten Richard Strauss im oberbayerischen Markt Garmisch-Partenkirchen. Es befindet sich heute im Besitz der Erben und ist für die Öffentlichkeit nicht zugänglich. Dort befinden sich der Nachlass und das Richard-Strauss-Archiv.

## Geschichte
In den Jahren 1907 bis 1908 erbaute der Jugendstilarchitekt Emanuel von Seidl die Villa auf dem Anwesen Zoeppritzstraße 42 in Garmisch. Richard Strauss zog Garmisch dem Nachbarort Partenkirchen vor, da dieser schattiger ist. Die Familie nutzte das Haus ab 1908 als Sommerfrische und wenig später dann als Dauerwohnsitz. Das zweigeschossige Gebäude erstellte Emanuel von Seidl als historisierender Walmdachbau mit eingestelltem Erkerturm, Zwerchhäusern, Putz- und Natursteingliederung. Der Architekt setzte dabei die von Richard und Pauline Strauss vorgegebenen Anforderungen um. Das Gebäude ist auf Basis des Denkmalschutzgesetzes vom 1. Oktober 1973 ein Baudenkmal, die Akten-Nummer lautet D-1-80-117-262.

## Heutiger Zustand
Direkt hinter der Front  befindet sich im Erdgeschoss links die Loggia, daneben das Esszimmer und ein Erker, den Strauss als Skatraum nutzte. Das Esszimmer hielt von Seidl komplett in Lärchenholz, an den Wänden befinden sich zahlreiche Fayencen und Hinterglasbilder. Einer größeren Öffentlichkeit wurde dieser Raum und der angrenzenden Erker bekannt, als man sie 1924 für das Bühnenbild der autobiographischen Oper Intermezzo nachbaute. Zahlreiche Hinterglasbilder und Jagdtrophäen des Sohnes Franz zieren den Vorraum und das Treppenhaus. Links des Vorraums liegen die Wirtschaftsräume und rechts davon der Salon.
Der Salon entstand durch einen Anbau in den zwanziger Jahren. Er beinhaltet zahlreiche Gemälde, unter anderem ein Ölbild von Max Liebermann, und Vitrinen mit kostbaren Gläsern. Die Wandvertäfelungen im angrenzenden Raum sind einer Räumlichkeit der Münchner Pinakothek nachempfunden. Hier sind die Bibliothek sowie zahlreiche Erinnerungsstücke untergebracht. Unter den Erinnerungsstücken gehören eine Rosenkavalier-Figurine von Alfred Roller und Strauss erste Komposition, die „Schneiderpolka“, sowie Orden, Gedenkmünzen, Urkunden zu Ehrendoktoren und Ehrenbürgerschaften, die Strauss erhielt, Handschriften von Mozart, Beethoven und Wagner sowie ein an Richard Strauss gerichteter Brief von Giuseppe Verdi. Zu den besonderen Stücken gehören eine Porzellankopie des großen Reiterdenkmals in Dresden, ein Geschenk der Stadt Dresden zum 75. Geburtstag, und ein reichverzierter Dirigentenstab, den Strauss von der Stadt Wien zu seinem 80. Geburtstag erhielt.
Das Arbeitszimmer befindet sich ebenfalls im Erdgeschoss. In diesem Raum entstanden fast alle Werke seit Elektra. Er wurde durch den Architekten ganz in Kirschholz gestaltet und beherbergt mehrere große Schränke mit vielen Kästchen und Schubladen. Im Raum befindet sich ein maßgeschneiderter Flügel der westfälischen Klavierfirma Ibach, eine Strauss-Büste von Hugo Lederer, eine Büste von Christoph Willibald Gluck sowie ein Strauss-Porträt von Wilhelm Viktor Krausz, das den Komponisten als Dirigent der Wiener Staatsoper zeigt. Die Bibliothek des Arbeitszimmers beherbergt historische Werke wie auch deutsche Klassiker. Im ersten Stock befanden sich die Schlafräume, heute ist in den Räumen ein Archiv untergebracht. Das Sterbezimmer von Richard Strauss ist mittlerweile als Gedenkstätte eingerichtet.

## Richard-Strauss-Institut
Ebenfalls in Garmisch-Partenkirchen befindet sich das Richard-Strauss-Institut (RSI). Es wurde 1982 in München gegründet und bezog 1999 die "Villa Christina" in Garmisch-Partenkirchen. Es nutzt auch das des private Richard-Strauss-Archiv. Im Institut befindet sich die Dauerausstellung STRAUSS! MENSCH & MUSIK ENTDECKEN über den Komponisten, die zu besichtigen ist.